# Acanthofrontia dicycla
Acanthofrontia dicycla är en fjärilsart som beskrevs av George Francis Hampson 1918. Acanthofrontia dicycla ingår i släktet Acanthofrontia och familjen björnspinnare. Inga underarter finns listade i Catalogue of Life.